# Magnus IV. Švédský
Magnus Eriksson (jaro 1316 – 1. prosinec 1374) nebo také Magnus IV. byl král Švédska (1319–1364) a vládcem Finska a jako Magnus VII. král Norska (1319–1343), včetně Islandu a Grónska.
Magnus byl synem Erika Magnussona, vévody ze Södermanlandu, syna Magnuse III. Jeho strýcem byl král Birger Magnusson, který nechal během oslav Vánoc na hradě Nyköping v roce 1317 své bratry zajmout a vyhladovět k smrti. Byl doposud nejdéle vládnoucím švédským králem (45 let), bez započítání 12 let během kterých vládnout nemohl, jej překonal pouze Gustav V. (43 let)

## Vláda
Magnus byl zvolen švédským králem ve svých třech letech 8. července 1319, po svržení Birgera. V srpnu toho roku byl také uznán dědičným norským králem. Regentkami se staly jeho matka Ingeborg Norská a babička Helvig Holštýnská, Švédsku a Norsku však fakticky vládli Knut Jonsson a Erling Vidkunsson.
Magnus byl prohlášen dospělým v patnácti letech, v roce 1331. Proti tomu se v Norsku zvedl odpor, kde podle statut z roku 1302 byli králové dospělými až ve dvaceti letech. V roce 1333 se však rebelové králi Magnusovi podřídili. 21. července 1336 byl ve Stockholmu korunován švédským a norským králem. I to způsobilo nelibost v Norsku, kde si přáli samostatnou korunovaci, a v roce 1338 zde proběhlo druhé povstání.
Opozice proti Magnusově vládě v Norsku vedla v roce 1343 k dohodě mezi králem a norskou šlechtou, podle které se v rozporu se zákony nástupnictví měl stát norským králem Magnusův mladší syn Haakon, přičemž Magnus měl být během jeho dětství regentem. V tom samém roce bylo stanoveno, že Magnusovým nástupcem ve Švédsku bude jeho starší syn Erik. Haakon se skutečně stal samostatným norským králem v roce 1355. Erik zemřel společně se svou manželkou a dvěma syny v roce 1359, pravděpodobně na mor.

## Boj proti Albrechtovi Meklenburskému
V roce 1363 přijeli zástupce švédské šlechty na meklenburský dvůr. Ze země byli vykázání po vzpouře proti králi, který byl mezi šlechtou neoblíbený. Na žádost těchto šlechticů Albrecht Meklenburský zahájil invazi do Švédska, kterou podporovalo několik německých hrabat a vévodů. Několik hanzovních měst a vévodů v severním Německu rovněž vyjádřilo podporu novému králi.
Albrecht byl prohlášen králem Švédska a korunován 18. února 1364. To vedlo k osmi letům občanské války mezi příznivci Albrechta a Magnuse. V bitvě poblíž Enköpingu v roce 1365 mezi Albrechtovými německými silami a Magnusem, podporovaným synem Haakonem, byl Magnus poražen a padl do zajetí. Hned po této porážce ve prospěch Magnuse a Haakona zasáhl dánský král Valdemar IV., jehož síly se spojily s rolníky, kteří podporovali Magnuse. Albrecht byl totiž nepopulární v mnoha oblastech Švédska, zejména mezi poddanými v provinciích, kteří nesouhlasili s tím, že Albrecht ve všech provinciích jmenuje do úřadů Němce.
S podporou dánského krále a švédských spojenců se Haakonovi v roce 1371 dočasně podařilo oblehnout Stockholm. Albrecht však byl schopný s podporou švédské šlechty toto obléhání odrazit. Byl sjednán mír s tou podmínkou, že Magnus bude propuštěn a bude mu umožněno odcestovat do Norska. Tam také strávil zbytek života. Zemřel při potopení lodě v roce 1374.

## Manželství, potomci
V roce 1335 se oženil s Blankou Namurskou, která byla následujícího roku korunována společně s ním. Z manželství Blanky se narodili dva synové:
1. Erik (1339–1459); spolukrál Švédska (1356–1359);
2. Haakon (1340–1380); norský král (1355–1380); spolukrál Švédska (1362–1364).

Manželé měli ještě nejméně tři dcery, které však zemřely v dětství.